# Домери, Шарль
Шарль Домери́ (фр. Charles Domery; урождённый Ка́роль До́меж, пол. Karol Domerz; ок. 1778, Беньче (?), Речь Посполитая — после 1800) — французский солдат польского происхождения, страдавший экстремальной формой полифагии. Тринадцатилетним подростком завербовался в прусскую армию; с началом войны Первой коалиции в поисках лучшего рациона дезертировал в армию революционной Франции. В период французской службы и позднее в британском плену демонстрировал патологическое обжорство: за год дислокации своей части под Парижем поймал и съел 174 кошки. В целом предпочитая мясную пищу растительной, при отсутствии иного провианта ежедневно съедал от 1,8 до 2,3 кг травы. Впоследствии, участвуя во французском военно-морском десанте в Ирландию, попытался съесть ногу матроса, оторванную во время сражения пушечным ядром.
В феврале 1799 года, вместе с остальными военнослужащими, находившимися на борту захваченного в плен судна, был интернирован в лагере для французских военнопленных на окраине Ливерпуля. Шокировал лагерное начальство ненасытным аппетитом: несмотря на выделенный ему специальный паёк, десятикратно превосходивший рацион других заключённых, испытывал непрекращающийся острый голод. Съел кошку, жившую при тюрьме, и по меньшей мере двадцать крыс, забравшихся в его камеру; регулярно употреблял в пищу сальные свечи. Случай Домери был доведён до сведения британской Комиссии по медицинскому попечительству над военнопленными. В присутствии членов комиссии, устроивших экспериментальную проверку его физиологических возможностей, Домери съел 7,3 кг сырого говяжьего вымени, сырой говядины и сальных свечей и выпил четыре бутылки портера в течение одного дня — ни разу не испытав позыва к испражнению, мочеиспусканию или рвоте.

## Внешность и поведение
В одном Лионском журнале помещены любопытные подробности о некотором чудесном обжоре, удивляющем ныне весь город. Человек сей называется Шарль Домери. Желудок у него столь ненасытной, и варит всякую пищу так скоро, что бедной Шарль должен вставать по нескольку раз ночью. В случае недостатка в съестных припасах, он курит табак, или жуёт и глотает траву. Имея тринадцать лет от роду, во время осады Тионвилля он бежал из полку, в котором тогда служил, и в котором на ту пору недоставало провианту. Желудок его терпит одно сырое мясо, но жареного не принимает; жирное также для него вредно. Шарль ест всякую дичину с кожею и перьями; часто страдает от запору, и через несколько времени извергает из себя червей клубками. Ему кажется, что [он] носит в себе большой глист уже около шести или семи лет. Сей обжора тонок и сухощав, как все плотоядные животные; он потеет много и выпускает мочи немалое количество; прочие действия тела его не имеют в себе ничего необыкновенного. Виноградного вина не любит; вода, как сам говорит, производит в нём рвоту; охотно пьёт водку, пиво и тёплую кровь, и проч. Один Лионский врач теперь делает над ним свои наблюдения.
Необычный аппетит Домери впервые проявился в тринадцатилетнем возрасте. По утверждению Домери, восьмеро его братьев страдали тем же расстройством. Отец Домери, также любитель обильной еды, регулярно употреблял мясо полусырым (за смутностью детских воспоминаний Домери затруднялся уточнить, в каком именно количестве). Единственной серьёзной болезнью, поразившей на памяти Домери его семью, была натуральная оспа (вероятно, Variola minor). Все члены семьи перенесли болезнь благополучно.
Несмотря на противоестественность рациона Домери и явную ненормальность его пищевого поведения, врачи описывали его как молодого человека обычного телосложения, высокого роста — 6 футов 3 дюйма (191 см), с длинными каштановыми волосами и серыми глазами, гладкой кожей и «приятной наружностью». Тюремные медики, обследовавшие Домери, констатировали его полную неспособность к чтению и письму (неграмотность тогда была широко распространена), но не нашли в нём никаких признаков умственного расстройства. Сослуживцы Домери также считали его вполне вменяемым. Отмечалось, что при огромных количествах поглощаемой Домери пищи его никогда не тошнило — за исключением нескольких случаев рвоты после употребления жареного и варёного мяса. Физикальное обследование не выявило в организме Домери никаких болезненных симптомов; его глаза были «живыми и подвижными», язык — чистым; частота пульса (в среднем 84 удара в минуту) и температура тела также не позволяли заключить о сколь-нибудь существенной патологии. По заявлению самого Домери, в период службы во французской армии он — вопреки признакам мышечной дистрофии, засвидетельствованным у него при наружном осмотре — без труда выдерживал однодневные маршевые переходы на расстояние до 14 льё.
Было замечено, что сразу после отхода Домери ко сну — как правило, около восьми часов вечера — у него начиналось профузное (патологически обильное) потоотделение. Через час или два Домери засыпал, но внезапно просыпался около часа ночи с чувством острого голода — независимо от размера и состава порции пищи, употреблённой им перед сном. В это время он съедал всё, что оказывалось под рукой — или, если никакой еды не было, курил табак. Вторично заснув около двух часов ночи, Домери снова просыпался между пятью и шестью утра — как и в первый раз, в обильном поту и с учащённым сердцебиением. Как только Домери вставал с постели, потоотделение прекращалось — возобновляясь, однако, всякий раз во время приёма пищи.

## Военная служба

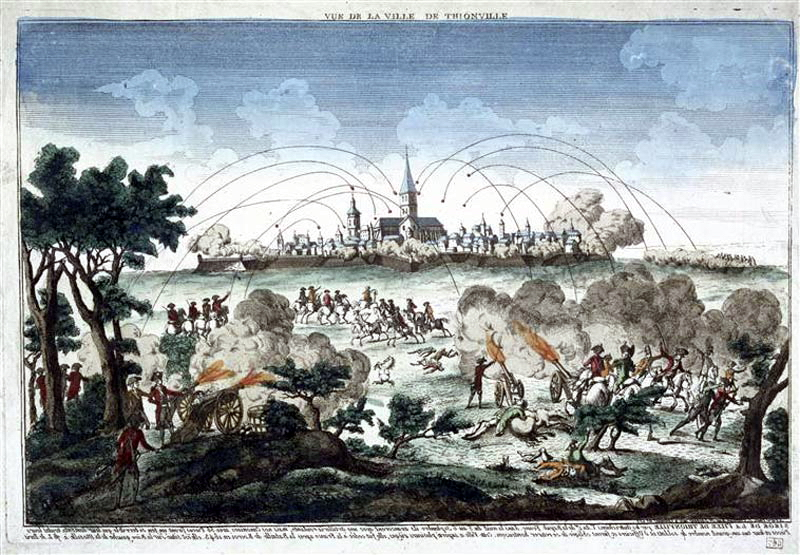
Осада Тьонвиля 5—6 сентября 1792 года. Хромолитография конца XVIII века

В сентябре 1792 года четырнадцатилетний Кароль Домеж, за год до этого завербовавшийся в прусскую армию, принял участие в осаде Тьонвиля австро-прусскими войсками в ходе войны Первой коалиции европейских монархий против революционной Французской республики (1792—1798). Армия герцога Брауншвейгского страдала от нехватки продовольствия, и Домеж, не желая терпеть вынужденный голод, оставил расположение своей части, проник в осаждённый город и сдался командующему гарнизоном Тьонвиля. Французский военачальник угостил перебежчика большим арбузом, который Домеж сразу же съел вместе с кожурой. Впервые в жизни видя носителя столь необычного аппетита, командующий распорядился выдать Домежу несколько обильных порций разнообразной еды и питья. Домеж немедленно съел и выпил всё предложенное.
Поступив на службу во французскую армию, Домеж-Домери поразил своих новых сослуживцев противоестественными гастрономическими наклонностями и неслыханной прожорливостью. Несмотря на положенное ему двойное довольствие и дополнительные порции еды, при всякой возможности покупаемые им на солдатское жалованье, Домери — в целом предпочитавший мясную пищу растительной, но при отсутствии иного провианта ежедневно съедавший по 4—5 фунтов (от 1,8 до 2,3 кг) травы — по-прежнему страдал от болезненно острого голода. По свидетельству М. Пикара (фр. M. Picard) — сослуживца Домери, интернированного вместе с ним в Ливерпуле,

За один год [Домери] сожрал 174 кошки (без шкур), живьём и убитыми — и говорит, что когда поедал их, неоднократно бывал раздираем противоположными чувствами [удовольствия и боли], расплачиваясь за страдания своих жертв исцарапанными руками и лицом. Иногда он умерщвлял их, прежде чем съесть — но если был слишком голоден, не утруждал себя исполнением сего гуманного долга. Собаки и крысы равно страдали от его безжалостных челюстей; и когда угрызения голода бывали особенно невыносимы, внутренности животных, без всякого разбора, также становились его пищей.
Сырое мясо Домери предпочитал приготовленному. Его излюбленным блюдом была сырая воловья печень, но с не меньшим аппетитом он поедал любую другую мясную пищу. Во время пребывания Домери на линейном корабле «Ош», перевозившем французский военно-морской десант в Ирландию, одному из матросов оторвало ногу в сражении пушечным ядром. Домери схватил оторванную конечность и принялся её есть, пока другой член экипажа силой не отнял у него ногу и не выбросил за борт.

## Плен

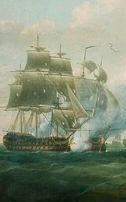
Британский линейный корабль «Донегол (корабль, 1798)», бывший французский «Ош» — судно, на котором был захвачен в плен Шарль Домери. Фрагмент картины Николаса Покока «Атака Дакворта при Сан-Доминго 6 февраля 1806 года» (Duckworth’s Action off San Domingo, 6 February 1806, 1808)

12 октября 1798 года соединение кораблей британского Королевского военно-морского флота под командованием Джона Борлэза Уоррена захватило «Ош» в плен у побережья Ирландии. Все военнослужащие, находившиеся на корабле, были помещены в ливерпульский лагерь для военнопленных. Начальство лагеря, шокированное прожорливостью Домери, перевело его на двойной паёк. Этого оказалось недостаточно, и паёк несколько раз увеличивался — пока не достиг размеров десятикратного суточного рациона. В конце XVIII века стандартный суточный рацион французского военнопленного (по обычаям того времени оплачивавшийся той страной, в чьей армии служил этот военнопленный) составлял 26 унций (740 г) хлеба, полфунта (230 г) овощей и 2 унции (57 г) сливочного масла или 6 унций (170 г) сыра.
Несмотря на удесятерённое довольствие, Домери продолжал страдать от голода. Он постоянно выклянчивал еду у других заключёных; съел кошку, жившую при тюрьме, по меньшей мере двадцать крыс, пойманных им в собственной камере, а также несколько дохлых кошек и крыс, принесённых охранниками, желавшими лично удостовериться в его гастрономических способностях. Кроме того, Домери безо всякого вреда для себя съедал лекарства, тайком выбрасываемые пациентами лагерного лазарета, и тюремные сальные свечи — при нехватке пива без колебаний запивая и то и другое обычной водой (в условиях военного времени и при общем низком санитарно-гигиеническом уровне конца XVIII века риск заражения инфекционными болезнями, передающимися через питьевую воду, был настолько велик, что её употребление настоятельно не рекомендовалось военнослужащим европейских армий; в качестве штатного питья личному составу выдавались слабоалкогольные напитки — светлое пиво и разбавленный ром, — а также чай и кофе, требовавшие перед употреблением обязательного кипячения).

## Эксперимент
Рвение, с которым он набрасывается на порцию говядины, когда его желудок не набит досыта, напоминает прожорливость голодного волка, отрывающего и проглатывающего куски — с жадностью, присущей всем собачьим. Когда его глотка пересыхает от продолжительной работы, он смазывает её, сгрызая свечное сало с фитиля (одну свечу он обычно приканчивает в три приёма), после чего скатывает фитильную нить шариком и отправляет его следом, не разжёвывая. Он способен, при отсутствии выбора, перейти на картофель и репу, пожирая и то и другое в огромных количествах; но по собственной воле никогда не станет есть ни хлеб, ни овощи.
Начальник лагеря донёс о необычном заключённом Комиссии по уходу за больными и увечными матросами и медицинскому попечительству над военнопленными — учреждению, ведавшему медицинским обслуживанием в королевских военно-морских силах Великобритании и надзором за благосостоянием иностранных военнопленных. Представители комиссии доктор Дж. Джонстон (англ. J. Johnston) и член Эдинбургского королевского медицинского колледжа доктор Томас Кокрейн (англ. Thomas Cochrane) устроили эксперимент по выяснению вместительности пищеварительного тракта Домери и его способности к усвоению необычных пищевых субстанций. В четыре часа утра 17 (по другим данным — 7) сентября 1799 года в присутствии доктора Джонстона, адмирала Смита Чайлда с сыном, поверенного Форстера (англ. Forster) и «нескольких уважаемых джентльменов» Домери разбудили и накормили 4 фунтами (1,8 кг) сырого говяжьего вымени; подопытный съел предложенное без колебаний. В половине десятого утра Домери получил — и незамедлительно употребил внутрь — 5 фунтов (2,3 кг) сырой говядины, 12 больших сальных свечей общим весом 1 фунт (453 г) и бутылку портера. В час пополудни последовала третья порция — 5 фунтов (2,3 кг) говядины, фунт (453 г) свечей и три большие бутылки портера, — также съеденная и выпитая без остатка. За время эксперимента Домери ни разу не испытал позыва к испражнению, мочеиспусканию или рвоте; при этом пульс подопытного оставался ровным, температура кожи — неизменной. Сообщалось, что по возвращении в камеру Домери пребывал в «особенно бодром настроении», танцевал, выкурил трубку и выпил ещё одну бутылку портера.

## Эпилог
Этиология патологического аппетита Домери неизвестна. Сохранились документально заверенные свидетельства о нескольких современниках Домери, страдавших аналогичной формой полифагии, но никто из них — за исключением француза Таррара — после смерти не подвергался патологоанатомическому обследованию. По предположению шведско-британского ревматолога и историка медицины Яна Бондесона, расстройство Домери могло быть обусловлено повреждением миндалевидного тела или ядра гипоталамуса (установлено, что подобная травма способна вызывать полифагию у подопытных животных). Другая возможная причина развития патологического аппетита на фоне быстрой потери веса — гипертиреоз (повышенная активность щитовидной железы).
Сведений о том, что произошло с Домери и другими военнопленными с «Оша» по окончании срока их интернирования, не сохранилось; неизвестно, вернулся ли Домери во Францию или Польшу или остался в Ливерпуле. Заметка в № 23 российского журнала «Вестник Европы» за 1807 год, сообщающая о Домери как о «чудесном обжоре», живущем в Лионе и «удивляющем весь город», — почти дословный пересказ отчёта доктора Дж. Джонстона (1799), опубликованного в № 3 британского «Медико-физического журнала» (англ. Medical and Physical Journal) за 1800 год и втором томе сборника занимательных биографий Дж. Г. Уилсона «Эксцентрическое зеркало…» (1807) — географически и хронологически недостоверна.
Обстоятельства, связанные с необычной болезнью Домери, вновь привлекли внимание британской общественности в 1852 году — после того, как заинтересовавшийся его случаем Чарльз Диккенс написал:

Что ж; полагаю, сейчас такой человек, прилюдно обедая на сцене Друри-Лейн, снискал бы гораздо больший зрительский успех, чем какой-нибудь трагик, пережёвывающий никчёмную словесную жвачку вместо здорового куска говядины.

## Комментарии
1. 1 2 3  Точная дата рождения Домери неизвестна. На допросе в ливерпульском лагере для интернированных французских военнопленных в феврале 1799 года он показал, что ему двадцать один год[1]. В качестве места рождения Домери в протоколе допроса (и во всех позднейших источниках) указано Benche, однако в Польше нет города с таким названием. Вероятно, «Беньче» — ошибка протоколиста, неточно записавшего название города со слов Домери.
2. ↑  Исходное имя — предположительно (из соответствия французского Charles польскому Karol).
3. ↑  Размер льё — дометрической французской единицы[англ.] измерения расстояния — варьировался от ≈3,248 км («старинное льё») до ≈4,678 км («тарифное льё»)[10]. Соответственно, 14 льё составляют от ≈45,5 до ≈65,5 км.
4. ↑  Основной источник сведений о поведении и рационе Домери в период французской службы — свидетельства французских военнопленных, интернированных вместе с Домери — не может считаться вполне достоверным. Тем не менее, в свете поведения Домери в плену, врачи сочли показания сослуживцев Домери правдивыми[15].